# Giovanni Cattaneo (calciatore)
Giovanni Cattaneo (fl. XX secolo) è stato un calciatore e allenatore di calcio italiano, di ruolo difensore.

## Carriera

### Giocatore
Ha giocato mediano per il Pavia in coppia con il fratello Giuseppe, prima e dopo la prima guerra mondiale, prima in Terza Categoria e in Promozione, dopo in Prima Categoria e in Seconda Divisione. Il suo esordio con i pavesi è avvenuto il 15 novembre 1914 nella partita Pavia-Fanfulla (4-0).

### Allenatore
Nella stagione 1927-1928 ha allenato la Vogherese.